# Lista siturilor arheologice din județul Vaslui - V
Lista siturilor arheologice din județul Vaslui - V conține toate siturile arheologice din județul Vaslui înscrise în Repertoriul Arheologic Național (RAN) și aflate în localități al căror nume începe cu litera V. RAN este administrat de Ministerul Culturii și Patrimoniului Național și cuprinde date științifice, cartografice, topografice, imagini și planuri, precum și orice alte informații privitoare la zonele cu potențial arheologic, studiate sau nu, încă existente sau dispărute.
Puteți căuta un sit din localitățile care încep cu litera V folosind formularul de mai jos sau puteți naviga prin toate siturile din județ la Lista siturilor arheologice din județul Vaslui.
| Cod RAN                                | Denumire | Localitate        | Adresă                        | Datare         | Descoperit | Coordonate                                    | Imagine           | Erori            |
| -------------------------------------- | --- | ----------------- | ----------------------------- | -------------- | ---------- | --------------------------------------------- | ----------------- | ---------------- |
| 161954.01.01 (Cod LMI: VS-I-s-A-06657) | Curțile domnești din Vaslui / ansamblu anonim (Categorie: locuire civilă) (Tip: Necropolă)                                         | municipiul Vaslui | str. Ștefan cel Mare, nr. 56A | sec. XV - XIX  | 1942       | 46°37′58″N 27°43′53″E / 46.63278°N 27.73142°E | Încărcați imagine | Raportați eroare |
| 161954.01.02 (Cod LMI: VS-I-s-A-06657) | Curțile domnești din Vaslui / ansamblu anonim (Categorie: locuire civilă) (Tip: Curte domnească)                                   | municipiul Vaslui | str. Ștefan cel Mare, nr. 56A | sec. XV-XIX    | 1942       | 46°37′58″N 27°43′53″E / 46.63278°N 27.73142°E | Încărcați imagine | Raportați eroare |
| 161954.02.01 (Cod LMI: VS-I-s-B-06656) | Cetatea medievală de la Vaslui - "Dealul Plaiului" / ansamblu anonim(Cetățuia) (Categorie: locuire civilă) (Tip: Cetate de pământ) | municipiul Vaslui | Dealul Plaiului               | sec. al XV-lea |            |                                               | Încărcați imagine | Raportați eroare |